# Вибухові роботи

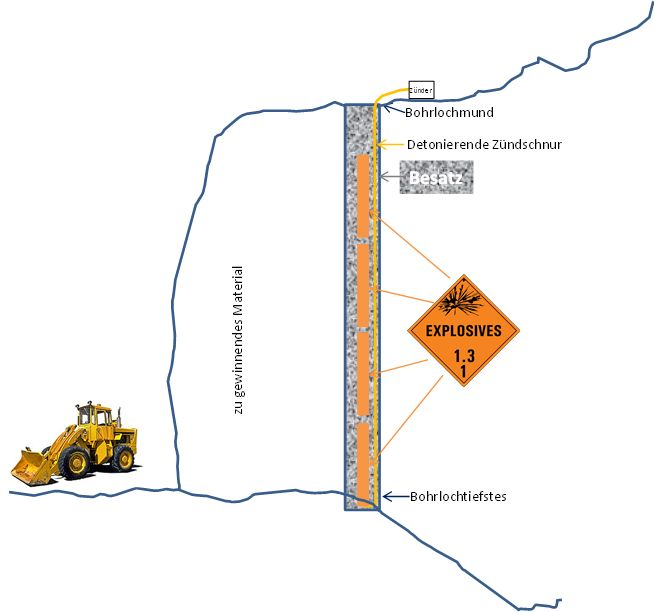
Вибухові роботи на кар'єрі.

Вибухові (підривні, висаджувальні) роботи — роботи для промислових цілей та військових цілей, що виконуються за допомогою вибухових речовин (ВР) з метою руйнування твердих середовищ вибухом при видобуванні корисних копалин, проведенні гірничих виробок та у будівництві.

## Історія
В Україні вибухові роботи вперше застосовані в гірництві на Донбасі у 1838 р. на шахтах Лисичого Байраку (м.Лисичанськ). Тривалий час буріння шпурів велося вручну металевими забивними бурами глибиною близько 1 м. Пізніше з'явилися перфоратори з ручним приводом, а наприкінці XIX ст. електричні бурові машини.

## Загальна характеристика
Залежно від способу розташування заряду, його форми і величини застосовують такі методи В.р: зовнішніх (накладних), шпурових, котлових, малокамерних, свердловинних, камерних зарядів та метод вибуху на «викид». Розрізняють підготовчій етап В.р., власне В.р., заключний етап В.р. Підготовчий етап включає підбір персоналу і зберігання ВР (вибухових речовин), оформлення документів на ведення В.р. Власне В.р. включає розробку проекту вибуху або паспорта буровибухових робіт, підготовку ВР до використання, їх транспортування до місця вибуху, виготовлення патронів-бойовиків, зарядження і забійку зарядів ВР, монтаж вибухової мережі та ініціювання зарядів. Останній етап В.р. включає огляд місця вибуху та, при необхідності, ліквідацію залишків ВР, що не вибухнули, а також зарядів, які відмовили.
На практиці застосовують енергетичний принцип проектування вибухів — розрахунок величини і параметрів розташування зарядів з урахуванням об'ємної концентрації енергії ВР і енергоємності руйнування гірських порід.

## Застосовувані методи (способи) вибухових робіт
Способи вибухових робіт — сукупність прийомів підривання зарядів вибухових речовин у заданій послідовності та в заданий момент часу з використанням засобів, що забезпечують безпеку вибуху. Способи вибухових робіт класифікують залежно від застосовуваних засобів (вогневі, електричні, детонуючим шнуром); інтервалу між вибухами окремих зарядів у серії (миттєвий, сповільнений, короткосповільнений); особливостей розташування зарядів — однорядне чи багаторядне.
В залежності від способу розміщення заряду, його форми і величини застосовуються такі методи В.р.:
Метод зовнішніх (накладних) зарядів — застосовується для подрібнення негабаритних шматків і валунів. Заряд ВР розміщують на поверхні об'єкта, який потрібно зруйнувати;
Метод шпурових зарядів — при розробці родовищ відкритим способом застосовують при подрібненні негабаритних шматків і у невеликих кар'єрах з уступом малої висоти як основний метод проведення висаджувальних робіт. При розробці родовищ підземним способом цей метод застосовується при проведенні підготовчих та нарізних виробок, для підготовки зарядних камер при масових вибухах і в очисних вибоях;
Метод котлових зарядів — метод проведення висаджувальних робіт, який застосовується, якщо розрахований заряд за розміром більше розміру шпура. У цьому разі у донній частині шпуру послідовним висадженням невеликих (прострілочних) зарядів утворюють котел, де розміщують основний збільшений заряд. Метод застосовують для розпушення розкривних уступів і відбійки корисних копалин при висоті уступів до 10 м і куті укосу уступу 0,85-1,4 рад (50-80о) у породах м'яких, середньої і вище середньої міцності, які добре подрібнюються, а також у породах з природними окремостями, розміри яких близьких до кондиційних. Метод також застосовують при висадженні на викид і скид у м'яких і пластичних породах, які легко прострілюються; Метод малокамерних зарядів — застосовується для розпушення гірських порід у невеликих кар'єрах, які розробляються уступами висотою не більше 6 м. Зарядною камерою, в яку закладають зосереджений заряд, є «рукав» — горизонтальна або слабкопохила виробка прямокутного перерізу розміром від 0,2х0,2 до 0,5×0,5 м, проведена у нижній частині укосу уступу;
Метод свердловинних зарядів — застосовується на кар'єрах при уступній відбійці і проведенні траншей, а також для відбійки руди в очисних вибоях з паралельним або віялоподібним розташування свердловин, при розробці ціликів і при відбійці стелин. Заряд у свердловині розміщують у вигляді суцільної або переривчастої колонки, яка згори засипана вибійним матеріалом (забивкою). Свердловини висаджують серіями, які розташовані паралельно до вибою у один (одиничне висадження) або декілька рядів (багаторядне висадження). Висадження здійснюється електричним способом або за допомогою детонуючого шнуру. Значний вплив на ступінь подрібнення має конструкція заряду. Встановлено, що не завжди раціонально застосовувати суцільний колонковий заряд. Іноді доцільно його розосередити на 2-3 частини повітряними проміжками, що дозволяє краще розподілити і використати енергію вибуху — у зв'язку з цим покращується подрібнення породи і зменшується ширина розвалу. Для розширення сітки свердловин застосовують прострілювання їх донної частини; ВР у котлі, який утворився, складає зосереджену частину свердловинного заряду;
Метод камерних зарядів — полягає у тому, що вибухові роботи проводяться зарядами ВР, які розміщені у спеціальних виробках — камерах. Маса камерних зарядів — від одиниць до декількох десятків тонн (іноді тисяч тонн ВР). Цей метод широко застосовують для масових обрушень при відкритому і підземному способі розробки. Дроблення масиву силою вибуху відбувається тільки поблизу заряду, а товща, що лежить вище, обрушується під власною вагою і подрібнюється при падінні. Заряд закладають у глибині масиву, для чого заздалегідь проводять підготовчі виробки, тип яких залежить від висоти висаджуваного масиву, числа зарядів і ступені доступності;
Метод вибухів на викид — висаджувана маса не тільки руйнується, але і відкидається у різні боки, утворюючи тонкий шар на певній відстані — по лінії розташування зарядів утворюється виїмка (траншея, котлован, канал тощо). Ступінь викиду залежить від прийнятої величини показника дії вибуху, а також від конструкції заряду. Цей метод має такі різновиди: -однорядні вибухи зарядів з рівномірним викидом породи на обидва боки виїмки; — багаторядні вибухи зарядів з двостороннім спрямованим викидом гірських порід рівномірно на обидва боки виробки; — багаторядні вибухи зарядів з одностороннім спрямованим викидом.
При відкритому способі розробки іноді виникає необхідність скинути частину розкривних порід, які заважають розгортанню фронту робіт у бік виробленого простору. Для цього застосовують висадження на скид, при якому заряди розташовують у камерах вздовж верхньої брівки уступу з віддаленням їх від вибою на 1,1-1.2 лінії найменшого опору. Скидання здійснюють також висадженням свердловинних зарядів, які розташовані по згущеній сітці. Надійну спрямованість вибуху забезпечують застосуванням плоских систем зарядів.

## Питома витрата вибухової речовини
Питома витрата вибухової речовини — кількість вибухової речовини, фактично використана на 1 м3 гірничої маси та виражена в кг/м3. Розрахункова кількість вибухової речовини на 1 м3 породи, що підлягає підриванню, приймається залежно від властивостей вибухової речовини, гірської породи та необхідної роботи вибуху.

## Питома витрата енергії вибухової речовини
Питома витрата енергії вибухової речовини — фактична енергія вибухової речовини, витраченої на одиницю об'єму зруйнованого вибухом масиву. Виражається у Дж/м3.

## Цікаві факти
Перша письмова згадка про вибухові роботи в рудниках збереглася в «Книзі гірничого суду» міста Банська Штявниця, де зокрема стверджується, що «тірольський гірник Каспар Вайндаль 8 лютого 1627 р. провадив у штольні вибух, використовуючи чорний порох». Ця дата офіційно вважається початком застосування в гірництві вибухової технології.